# Carmen Martín Gaite

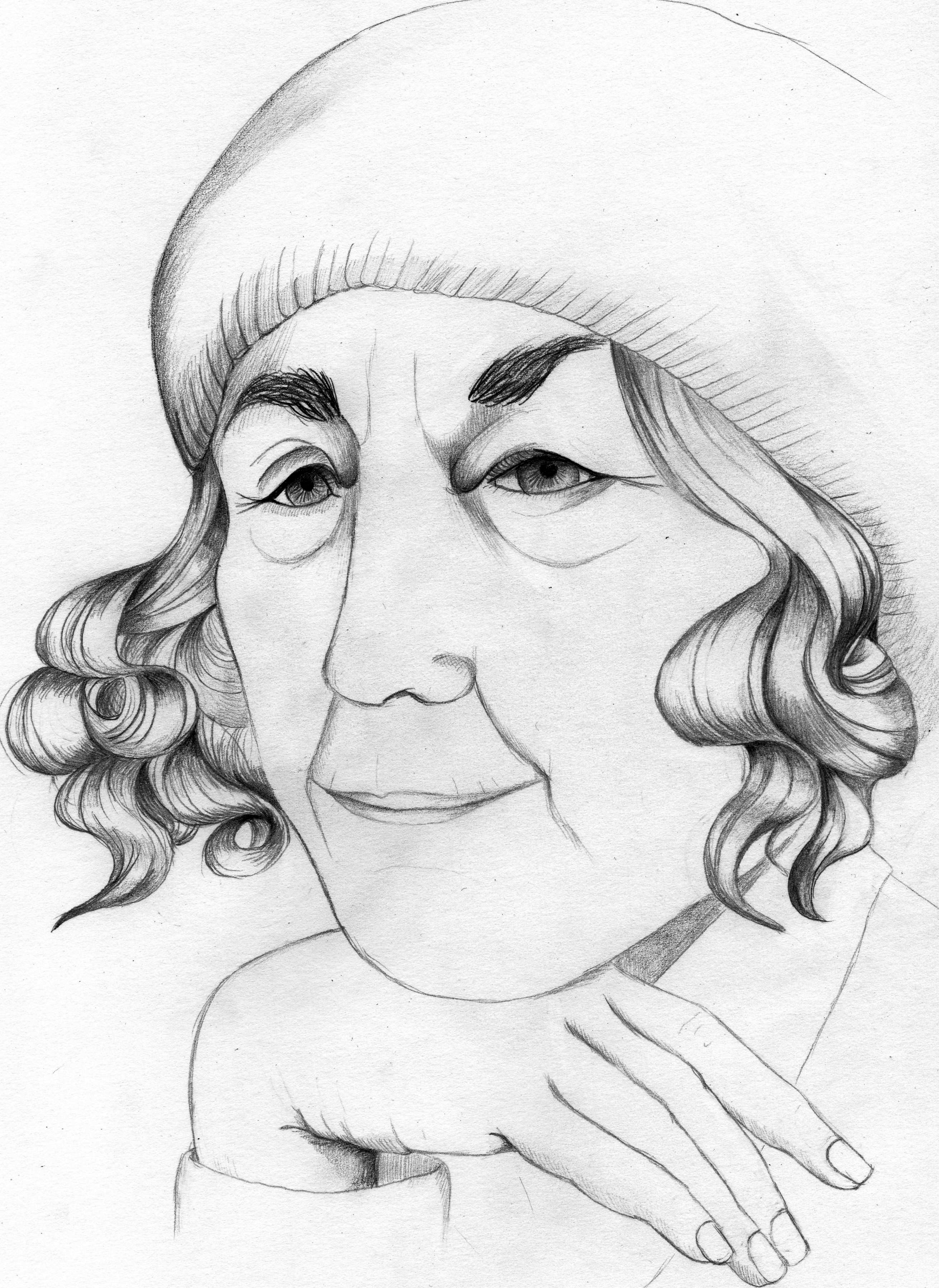
Carmen Martín Gaite im Alter von 65 Jahren. Zeichnung von Alexandra Pociello

Carmen Martín Gaite (* 8. Dezember 1925 in Salamanca; † 23. Juli 2000 in Madrid) war eine spanische Schriftstellerin, Übersetzerin, Drehbuchautorin und Journalistin.

## Leben
Carmen Martín Gaite wurde als zweites Kind des Notars José Martín und von María Gaite geboren. In der frühen Kindheit wurde sie von Privatlehrern und ihrem Vater selbst unterrichtet, da dieser gegen konfessionelle Schulerziehung eingestellt war, es in Salamanca zur damaligen Zeit aber nur katholische Grundschulen gab. Wegen seiner liberalen Grundeinstellung war seine Situation während des Spanischen Bürgerkriegs auch nicht ungefährlich. Ein Onkel mütterlicherseits, Joaquín Gaite, wurde im August 1936 als Sozialist erschossen. Ihre Sekundarausbildung erhielt sie im Instituto Femenino de Enseñanza Media in Salamanca, einer reinen Mädchenschule, wo unter anderen Rafael Lapesa zu ihren Lehrern zählte; die Atmosphäre dieser Zeit sollte sich später in Martín Gaites Roman Entre visillos widerspiegeln.
1943 begann sie ein Philologiestudium an der Universidad de Salamanca, wo sie auch den späteren Schriftsteller Ignacio Aldecoa kennenlernte. Sie arbeitete dort an der Zeitschrift Trabajos y días mit und engagierte sich im Studententheater. 1946 verbrachte sie dank eines Stipendiums eine Zeit an der Universität Coimbra und besuchte weitere Städte Portugals wie Porto und Lissabon. Ein zweites Stipendium führte sie 1948, bereits nach dem Abschluss ihres Romanistikstudiums, an die Sommeruniversität von Cannes, wo sie den Entschluss fasste, nach Madrid zu übersiedeln und dort ihre Dissertation über galicisch-portugiesische Lyrik des 13. Jahrhunderts zu schreiben. Doch dort lernte sie eine Gruppe von Schriftstellern kennen: neben Ignacio Aldecoa auch Medardo Fraile, Alfonso Sastre, Jesús Fernández Santos, Rafael Sánchez Ferlosio und Josefina Aldecoa, und über den ersten Schreibversuchen legte sie ihr Dissertationsthema ad acta. Stattdessen veröffentlichte sie erste Erzählungen und Artikel in diversen Zeitschriften (Clavileño, Alférez, Blanco y Negro, ABC etc.) und arbeitete eine Zeitlang für das Wörterbuch der Real Academia Española. 1949 erkrankte sie lebensgefährlich am Typhus; darüber schrieb sie auch ein Buch, El libro de la fiebre, das jedoch erst postum erschien. In diesem Jahr übersiedelte ihre Familie nach Madrid, und sie begann als Lehrerin an einer Mädchenschule zu arbeiten, danach als Sekretärin in der Kanzlei ihres Vaters.
Im Oktober 1953 heiratete sie Rafael Sánchez Ferlosio, der ihr sein erstes Buch, Industrias y andanzas de Alfanhuí, widmete. Zusammen verbrachten sie eine Zeit in Rom und besichtigten Neapel, Florenz und Venedig. 1954 erhielt sie den Premio Café Gijón für ihre Novelle El balneario. In diesem Jahr wurde auch ihr erster Sohn Miguel geboren, der jedoch nach wenigen Monaten an Meningitis starb. Ihre Tochter Marta kam 1956 zur Welt. Ein Jahr später wurde ihr der Premio Nadal zugesprochen, einer der renommiertesten spanischen Literaturpreise. In den darauf folgenden Jahren widmete sie sich der Erforschung der Liebesusancen des 18. Jahrhunderts in Spanien; daraus erwuchs eines ihrer meistgelesenen Werke, Usos amorosos del dieciocho en España (veröffentlicht 1972), und auch ihre unter der Betreuung von Alonso Zamora Vicente verfasste und 1972 an der Madrider Universität approbierte Dissertation beschäftigte sich mit diesem Thema.
1970 trennte sie sich im Einvernehmen von ihrem Mann. 1978 erhielt sie den Premio Nacional de Literatura für ihren Roman El cuarto de atrás. Von 1976 bis 1980 verfasste sie Literaturkritiken für die Tageszeitung Diario 16. Außerdem übersetzte sie Werke von Gustave Flaubert, Charles Perrault, Virginia Woolf, Emily Brontë und Natalia Ginzburg ins Spanische und schrieb mehrere Drehbücher für das spanische Fernsehen.
1979 unternahm sie eine Reise nach New York City. In den darauf folgenden Jahren hielt sie des Öfteren Vorträge und Lehrveranstaltungen in den USA, so zum Beispiel an der Yale University 1979. 1984 verstarb ihre Tochter. Im selben Jahr erhielt sie zusammen mit dem Dichter José Ángel Valente den Premio Príncipe de Asturias. Am 23. Juli 2000 starb Carmen Martín Gaite in Madrid.

## Preise und Auszeichnungen
- Premio Café Gijón 1954 für El balneario.
- Premio Nadal 1957 für Entre visillos.
- Stipendium der Ford Foundation 1965
- Premio Nacional de Narrativa 1978 für El cuarto de atrás.
- Premio Anagrama 1987 für Usos amorosos de la postguerra española.
- Premio Príncipe de Asturias de las Letras Españolas 1988.
- Premio Castilla y León de las Letras.
- Premio Nacional de las Letras Españolas 1994.

## Werk

### Romane
- Entre visillos, 1957, Premio Nadal.
- Ritmo lento, 1963.
- Retahílas, 1974.
- Fragmentos de interior, 1976.
- El cuarto de atrás, 1978.
- Nubosidad variable, 1992.
- La Reina de las Nieves, 1994.
- Lo raro es vivir, 1996.
- Irse de casa, 1998.
- Los parentescos, 2001, postum.

### Kurzprosa
- El balneario, 1954.
- Las ataduras, 1960.
- Cuentos completos, 1978.

### Kinderliteratur
- El castillo de las tres murallas, 1981.
- El pastel del diablo, 1985.
- Caperucita en Manhattan, 1990.

### Theater
- A palo seco, 1957.
- La hermana pequeña, 1959.

### Lyrik
- A rachas, 1976.
- Poemas Barcelona, Plaza y Janés, 2001.

### Essay
- El proceso de Macanaz, 1969.
- Usos amorosos del dieciocho en España, 1972.
- La búsqueda de interlocutor y otras búsquedas, 1973.
- El cuento de nunca acabar, 1983.
- Usos amorosos de la postguerra española, 1987.
- Desde la ventana, 1987.
- Agua pasada, 1992.
- Cuadernos de todo, Barcelona, Areté, 2002.
- Pido la palabra. Barcelona, Anagrama, 2002.
- Visión de Nueva York. Madrid, Siruela, 2005.
- Tirando del Hilo. Madrid, Siruela, 2006.
- El libro de la fiebre. Madrid, Catedra, 2007.

### Deutsche Übersetzungen
- Das Haus der Schneekönigin: Roman. Aus dem Spanischen von Catalina Rojas Hauser. Berlin: Ullstein, 1999. ISBN 3-548-24223-5
- Rotkäppchen in Manhattan: Roman. Aus dem Spanischen von Anne Sorg-Schumacher. Frankfurt am Main: Suhrkamp, 1998. ISBN 3-518-39296-4